# Rose-Marie Holm
Inger Rose-Marie Holm (folkbokförd som Inger Ros-Marie Saxne), född 6 augusti 1953 i Landskrona, är en svensk gymnast. Hon tävlade för GF Idrott.
Holm tävlade för Sverige vid olympiska sommarspelen 1968 i Mexico City. Holm slutade på 50:e plats i den individuella mångkampen och hennes bästa placering blev en 43:e plats i barr. Hon tävlade även i hopp (46:e plats), bom (62:a plats) samt fristående (68:e plats).
Holm arbetade sedan under flera år för Haldex Brake Products AB i Landskrona som ekonomiassistent.